# Elvira Lind
Elvira Lind (nascida em 28 de outubro de 1981) é uma diretora de cinema e produtora dinamarquesa.

## Carreira
Em 2014, o primeiro documentário de Lind , Songs for Alexis, estreou no Hot Docs em Toronto e ganhou muitos festivais internacionais de cinema em todo o mundo. Elvira ganhou o Reel Talent Award no Copenhagen Documentary Festival por seu trabalho.
Em 2017, Lind dirigiu um novo documentário, Bobbi Jene,que estreou no Tribeca Film Festival e ganhou todos os prêmios da categoria: Melhor Documentário, Melhor Fotografia em Documentário e Melhor Edição em Documentário.
Em novembro de 2020, o primeiro curta-metragem de ficção de Lind , The Letter Room, estreou no HollyShorts Film Festival . A produção, que marca a primeira vez que Elvira dirigiu o marido Oscar Isaac, foi indicado para Melhor Curta-Metragem no Tribeca Film Festival, Palm Springs International ShortFest, Telluride Film Festival  e no Oscar.
Elvira fundou a produtora Mads Gene com Oscar Isaac, em 2019. A empresa produz filmes longa e curta metragem, peças e podcasts. Em 2023, a MadGene assinou com a Endeavor para novos projetos audiovisuais.

## Vida pessoal
Lind conheceu o ator guatemalteco-americano Oscar Isaac em 2012. Eles se casaram em fevereiro de 2017.
Elvira e Oscar têm dois filhos: Eugene (nascido em 2017), e Mads (nascido em 2019). A familia mora em Williamsburg, Brooklyn.

## Filmografia
| Ano  | Título                          | Tipo                            | Referência |
| ---- | ------------------------------- | ------------------------------- | ---------- |
| 2014 | Músicas para Alexis             | Documentário                    | [ 14 ]     |
| 2014 | Trentemøller: Gravidade         | Vídeo curto                     | [ 15 ]     |
| 2017 | Lista de desejos de Twiz e Tuck | Minissérie de TV (10 episódios) | [ 16 ]     |
| 2017 | Bobbi Jene                      | Documentário                    | [ 17 ]     |
| 2020 | A Sala das Cartas               | Filme curto                     | [ 18 ]     |